# F理論
F理論（F-theory）為弦論衍生出的詞彙，可視為M理論（Mother-theory）的伴侶，但意義則有所不同。大略來說，F理論是源自IIB型弦理論 ，並藉由非微擾方式成立的。此外，IIB型弦論則是成效於軸子-伸縮子場（axio-dilaton field)。

## 概念
F理論並不允許大一統理論模型建立在IIB型弦的機制，而IIB型弦則可以視為F理論的弱耦合極限。此外，M理論所對應的是11維時空，而F理論則是對應12維。而F理論亦可聯繫至弦論地景的概念，以及D膜的交互作用，目前尚為弦論探討中的議題。

在三维空间中,弦有二维横向空间,轴子弦产生伸縮子背景场和一个轴子场,合起来也是一个複标量场。现在加上 6 维纵向空间,由弦可以得到 D7 膜。在研究轴子弦的时候，如果将复标量场解释为一个二维环面的複結構模可以很容易求解 。 在二維橫向空間的每一点加上与这个模对应的环面,我们得到一个 4 维空间。 如果横向空间是一个球面,这个 4 维空间就是一个 K3流形,一个 4 维的卡拉比-丘流形。这个 K3流形叫球面上的橢圓纖維，每个纤维是一個環面。在一个 D7 膜上,环面有奇异性，缩小为一个圆。加上二维球面,紧化空间就是 4 维的,加上 8 维非紧时空，共有12維，這樣的理論稱為F理論。

其中，二维环面被看成是SL(2,Z)强弱对偶的几何实现，因為該群 由环面的几何对称性生成。但除了这个复模参数之外,环面上没有其他场，這些結果顯然與M理論有所不同。